# Wernausches Kaplaneihaus

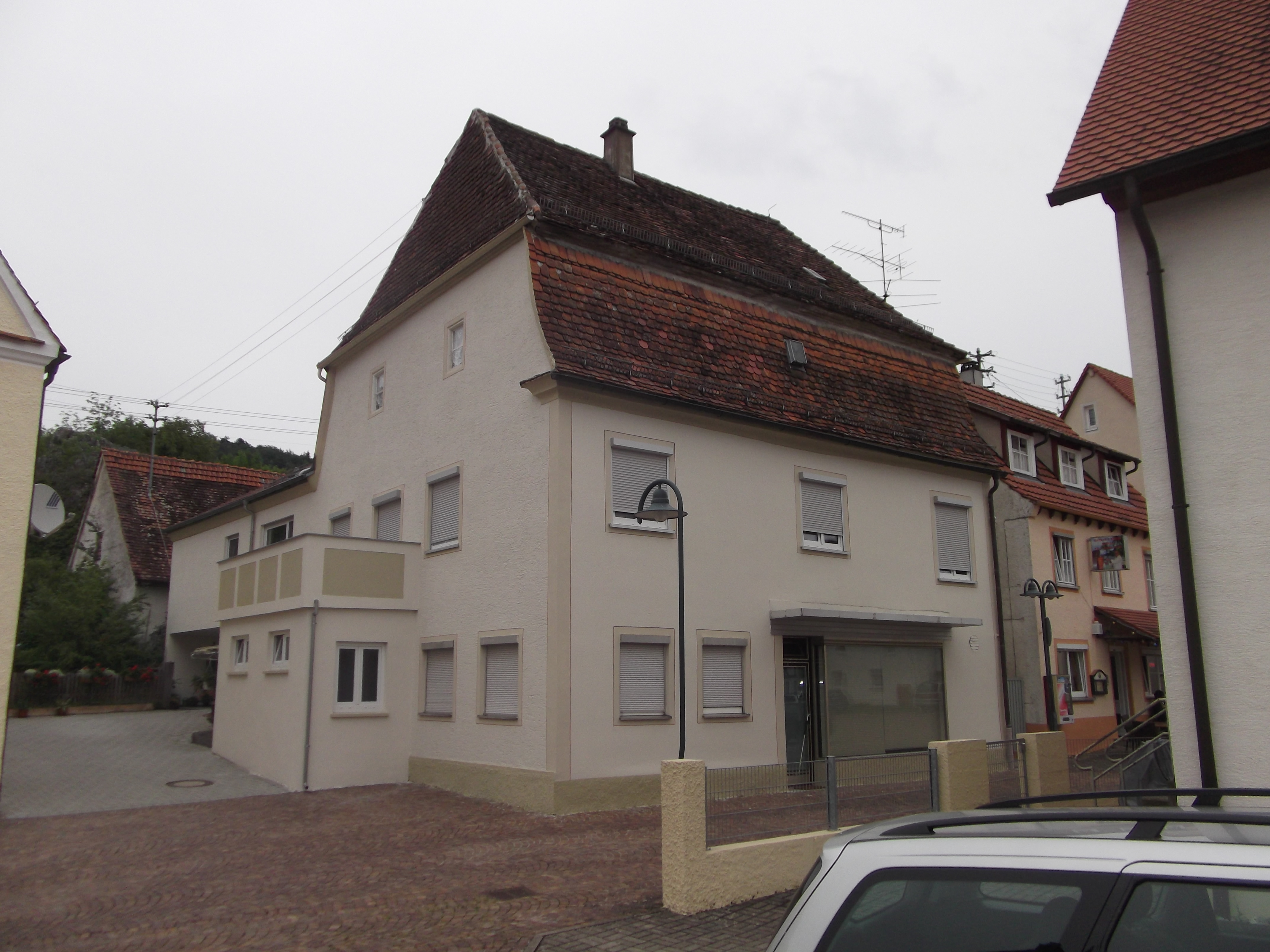
Das ehemalige Wernausche Kaplaneihaus von Süden, 2014

Das ehemalige Wernausche Kaplaneihaus war ein Barockhaus für einen Kleriker des Klosters Urspring in der Stadt Schelklingen im Alb-Donau-Kreis in Baden-Württemberg.

## Lage
Das Haus liegt zwischen der ehemaligen Stadtmauer im Norden und der Kanzleigasse im Süden  (Kanzleigasse 3). Die beiden Traufseiten liegen an der Kanzleigasse und gegen die ehemalige Stadtmauer. Die Giebelseiten befinden sich im Westen und Osten. Das Haus steht zum Teil noch am Kirchplatz und war daher hinsichtlich seines Standorts als Kaplaneihaus hervorragend geeignet. Im Westen grenzt das Haus an das ehemalige Westernachsche Kaplaneihaus, im Osten an ein ehemals kleines Privatwohnhaus, in welchem im 17. Jahrhundert die Mesner Martin und Franz Schmidt wohnten; im späten 18. Jahrhundert war es das Wohnhaus des Bürgermeisters Georg Schloder (* um 1732; † 1800). Im Süden stößt das Haus mit der Traufseite direkt an die heutige Kanzleigasse vor. Hinter dem Haus befand sich ursprünglich vom Haus bis zur Stadtmauer ein Baumgarten. Das Haus besaß als Kaplaneihaus ursprünglich keinerlei Anbauten oder Nebengebäude. Es war reines Wohnhaus und Dienstwohnung.

## Baugeschichte
Die Wernausche Kaplanei wurde durch Lucia Truchsessin von Bichishausen, Witwe Konrads von Wernau, und ihre Schwäger Hans und Georg von Wernau im Jahre 1473 gestiftet. Die Pfründe wurde mit einem Wohnhaus für einen Kaplan in Schelklingen ausgestattet. Das Haus lag hinten an der Stadtmauer neben der (späteren; erst nach 1711) Stadtkanzlei. Von dem Vorgängerbau des Neubaus von 1758 sind so gut wie keine bauhistorischen Details überliefert. 1598 wird erstmals gesagt, dass das Wernauer Pfrundhaus zwischen dem Westernacher Pfrundhaus und einem Bürgerhaus liege, und an die Stadtmauer stoße. 1686 lag das Haus zwischen der Westernacher Kaplanei und Franz Schmid, vorne auf die gemeine Gasse und hinten auf die Stadtmauer stoßend. 1735 lag bei dem Haus ein Wurzgarten, der den Zehnten gab. Zur Pfründe gehörten 1735 auch Wiesen.

### Der Neubau von 1758
1758 wurde das Kaplaneihaus von Neuem errichtet. Dies geht aus einer Beschwerde des Kaplans Schuestmann, mittlerweile Pfarrer in Hausen o.U., gegen die Stadt Schelklingen vom 6. Juli 1803 hervor: „Im Jahre 1758 ist das Wernauische Kaplaneihaus mit Vorwissen der geistlichen Behörde und der Patronatsherrschaft neu erbaut worden; die Baukösten wurden durch die nachfolgenden Kapläne bezahlt, (…)“. Kaplan Brinzinger, dem er (nämlich Schuestmann) als seinem Vorgänger einen Ofen für 29 fl 34 kr abkaufen musste, fordert, da er nun der Nachfolger des Schuestmann geworden war, zurück, was er damals im Haus gelassen hat. Schuestmann führte aus, dass er den jährlichen Bauschilling von 5 fl verbaut habe, was sich in den 30 Jahren seiner Amtstätigkeit als Wernauer Kaplan auf 179 fl 31 kr belief. Das Oberamt Altdorf aber entschied, dass alles, was Band und Nagel hält, bei einem Wechsel im Haus zu bleiben habe, also solle er die „Schäfte, Kleiderrechen, Haustüraufzieher ohne weiteres zurückstellen“.
Dieser Neubau von 1758 ist uns bis heute im Wesentlichen erhalten. Es handelt sich um einen vollständigen Steinbau im französischen Stil des 18. Jahrhunderts mit Krüppelwalmdach. Das Gebäude war ein reines Dienstwohnhaus ohne Nebengebäude, hatte aber westlich und nördlich des Hauses bis zur ehemaligen Stadtmauer einen Baumgarten. Die Dachplatten des Hauses scheinen die originalen von 1758 zu sein.
Nach 1943 und vor 1967 zog die Bäckerei Dress in das Haus: dies erforderte entsprechende Um- und Anbauten. Bereits vor 1950 war durch den Einbau des Bäckerladens im Erdgeschoss auf der südöstlichen Traufseite ein großes Schaufenster eingebaut worden. Die Eingangstüre war noch unverändert. Nach 1950 wurde an die Westseite im Erdgeschoss ein Anbau für die Backstube errichtet, dessen Flachdach als Terrasse gestaltet wurde. Das Schaufenster im Bäckerladen wurde bedeutend vergrößert und die historische Eingangstür durch eine moderne Stahltür ersetzt.
Das Kaplaneihaus hatte ursprünglich keine Nebengebäude. Nachdem es an den Schlosser Konrad Fröhlich (1762–1830) verkauft worden war, erbaute dieser in seinem Baumgarten hinter dem Haus eine Schlosserwerkstatt, welche sich an die Stadtmauer anlehnte. Sein Sohn Johannes Fröhlich (1798–1878) erbaute 1832 hinter seinem Wohnhaus eine zweistöckige Scheuer. Diese Scheune wurde durch die Familie Dress (wohl in den 1960er Jahren) abgebrochen und durch einen zweistöckigen Anbau zur Erweiterung des Wohnhauses ersetzt.

## Besitzer und Kapläne
Vor dem 25. Juni 1473 war das Haus im Besitz der alten Frau von Stadion („die von stadia“, „der alten frowen von stadion“). Diese ist wohl vor Errichtung des Lagerbuchs von 1475 verstorben, denn 1475 wird gesagt, dass das Haus früher der „alten Frau von Stadion“ gehört hätte. Die von Stadion waren zu dieser Zeit Pfandherren der Herrschaft Schelklingen.
1475 ist das Haus im Besitz der Familie von Wernau, welche es wohl absichtlich zu dem Zwecke, es als Kaplaneihaus zu stiften, angekauft hatte. Der Altar der Kaplaneipfründe in der Klosterkirche Urspring war den Hl. Zwölf Aposteln und St. Sebastian dem Märtyrer geweiht. Das Haus wurde der Wohnsitz des Wernauschen Kaplans. Erster Kaplan war Konrad Anshalm gen. Schlawer (Schlarr, Scharr), der am 10. September 1473 in die Pfründe investiert wurde. Er starb vor dem 19. Juli 1525. Letzter Kaplan war Joseph Brinzinger, der zuerst 1768 bis vor 1772 und dann wieder 1802/03 bis 1806 amtierte. Zwischenzeitlich war Johann Schuestmann von vor 1772 bis 1802/03 Wernauer Kaplan.
1806 wurden mit der Auflösung des Klosters Urspring auch die zwei übriggebliebenen Kaplaneien, d. h. die Wernausche und die Rothsche, eingezogen. Die Einkünfte der Wernauschen Kaplanei, welche die Säkularisation überdauerte, weil sie nicht als Besitz Ursprings betrachtet wurde, wurden 1822 mit der Pfarrei Altheim vereinigt.

### Bürgerliche Besitzer
Das Haus wurde nach Aufhebung der Kaplanei an Schelklinger Bürger verkauft. Vor 1819 bis nach 1823 war es im Besitz des Schlossers Konrad Fröhlich (1762–1830). Fröhlich erbaute sich hinter dem Haus eine kleine Schlosserwerkstatt, welche an die Stadtmauer angelehnt war. Nach dem Tode seines Vaters († 1830) übernahm sein Sohn Johann Karl Fröhlich 1831 das Haus und wohnte dort bis 1850. Er erbte auch das Schlosserhandwerk und erbaute 1832 hinter dem Haus eine zweistöckige Scheuer.
1850 kam der Küfer Baptist Günter (1819–1871) in den Besitz des Hauses und verblieb in dessen Besitz bis 1874. Dessen Vater Joseph Günter (1783–1835) und Großvater Johann Baptist Günter (1759–1798) waren ebenfalls Küfer und wohnten in der Nähe in der Kanzleigasse 2 und 4 bzw. in der Stadtschreibereistrasse 6. Die Söhne des Baptist Günter verließen Schelklingen und verheirateten sich auswärts. Seine Witwe bewohnte nach dem Verkauf des Hauses (1874) den oberen Stock des Hauses Maximilian-Kottmann-Platz 3 (ehemals Kirchgasse 1 und 3). Sie starb dort 1890.

### Gasthaus zum Löwen
1874–1881 war Josef Trettner (1825–1894), ein Bierbrauer, Inhaber des Gebäudes. Dieser (1875 genannt „Josef Trettner, zum Löwen“) soll in dem Haus zeitweise das Gasthaus „Zum Löwen“ betrieben haben. Nicht weit von seinem Wohnhaus, im ehemaligen Stadtgraben hatte er 1875 eine Malzfabrik errichtet (Blaubeurerstraße 6). 1881 verkaufte er Wohnhaus und Malzfabrik an den Hirschwirt Johannes Hetzler (1842–1908). Das Wohnhaus ging 1890 an den Filzschuhfabrikanten Florian Thren (1830–1898) über; noch 1943 wohnte seine Tochter Viktoria Thren, Rentnerin, in dem Haus. Die Malzfabrik bzw. Brauerei verkaufte Johannes Hetzler 1899 an den Traubenwirt Anton Österle. Nachdem die Brauerei 1912 abgebrannt war, wurde an deren Stelle eine Scheuer errichtet.

### Bäckerei Dress
Nach 1943 und vor 1950 kaufte der Bäcker Josef Dress das Wohnhaus von der Familie Thren. Bis mindestens 2000 war in dem Gebäude die Bäckerei Dress mit Ladengeschäft untergebracht. Der Stadel hinter dem Haus wurde wohl in den 1960er Jahren zu einem Wohnhaus umgebaut. Heute wird das ehemalige Kaplaneihaus als reines Wohnhaus genutzt.
Das ehemalige Wernausche Kaplaneihaus steht unter Denkmalschutz.